# Sclerurus
Sclerurus là một chi chim trong họ Furnariidae.
Các thành viên của chi này được tìm thấy ở Mexico, Trung Mỹ và Nam Mỹ. Chúng là những người thân của Geositta

## Các loài
- Sclerurus mexicanus
  - Sclerurus (mexicanus) bahiae
  - Sclerurus (mexicanus) obscurior
- Sclerurus rufigularis
- Sclerurus guatemalensis
- Sclerurus caudacutus
- Sclerurus albigularis
- Sclerurus scansor